# 空軍冰川

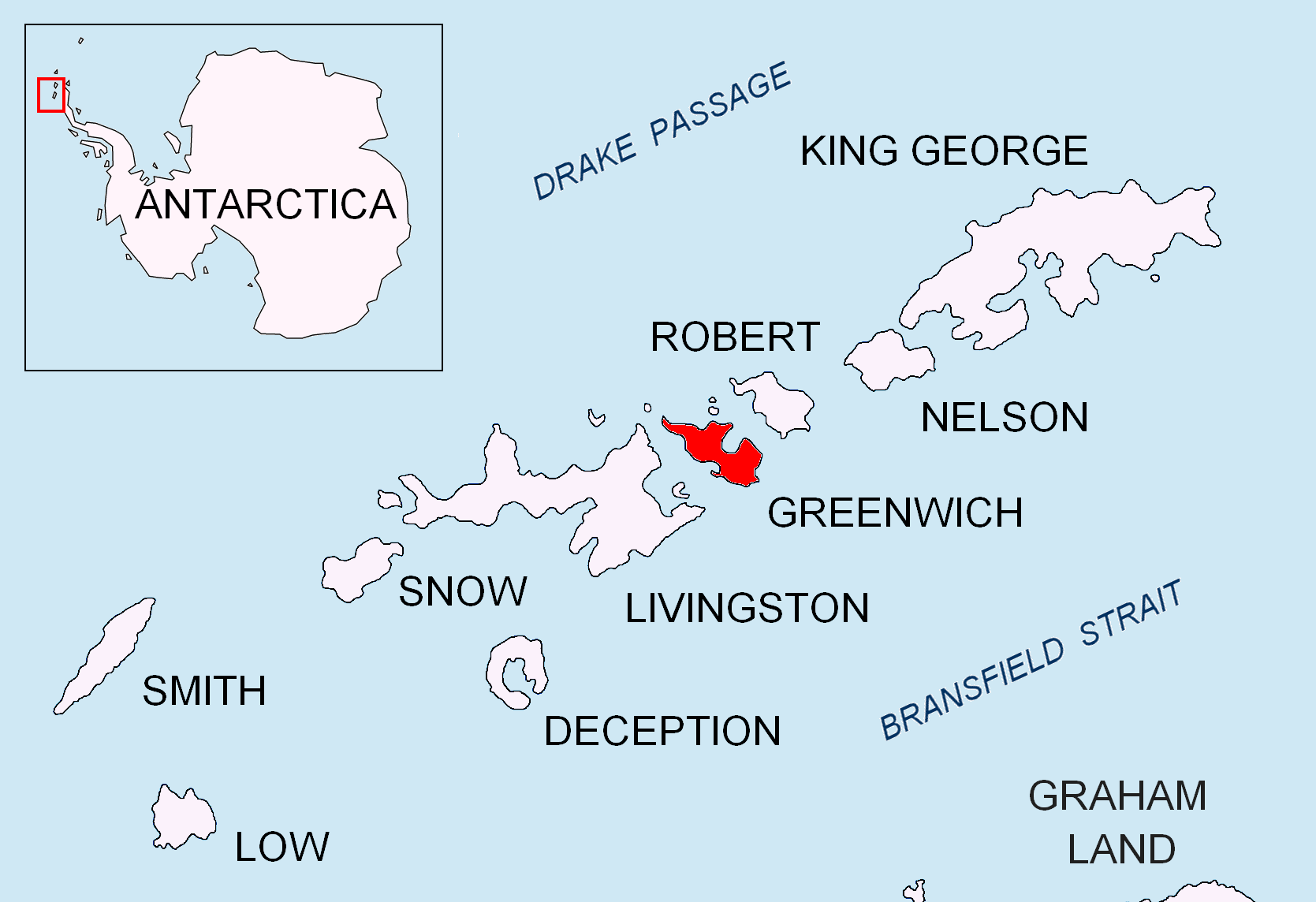

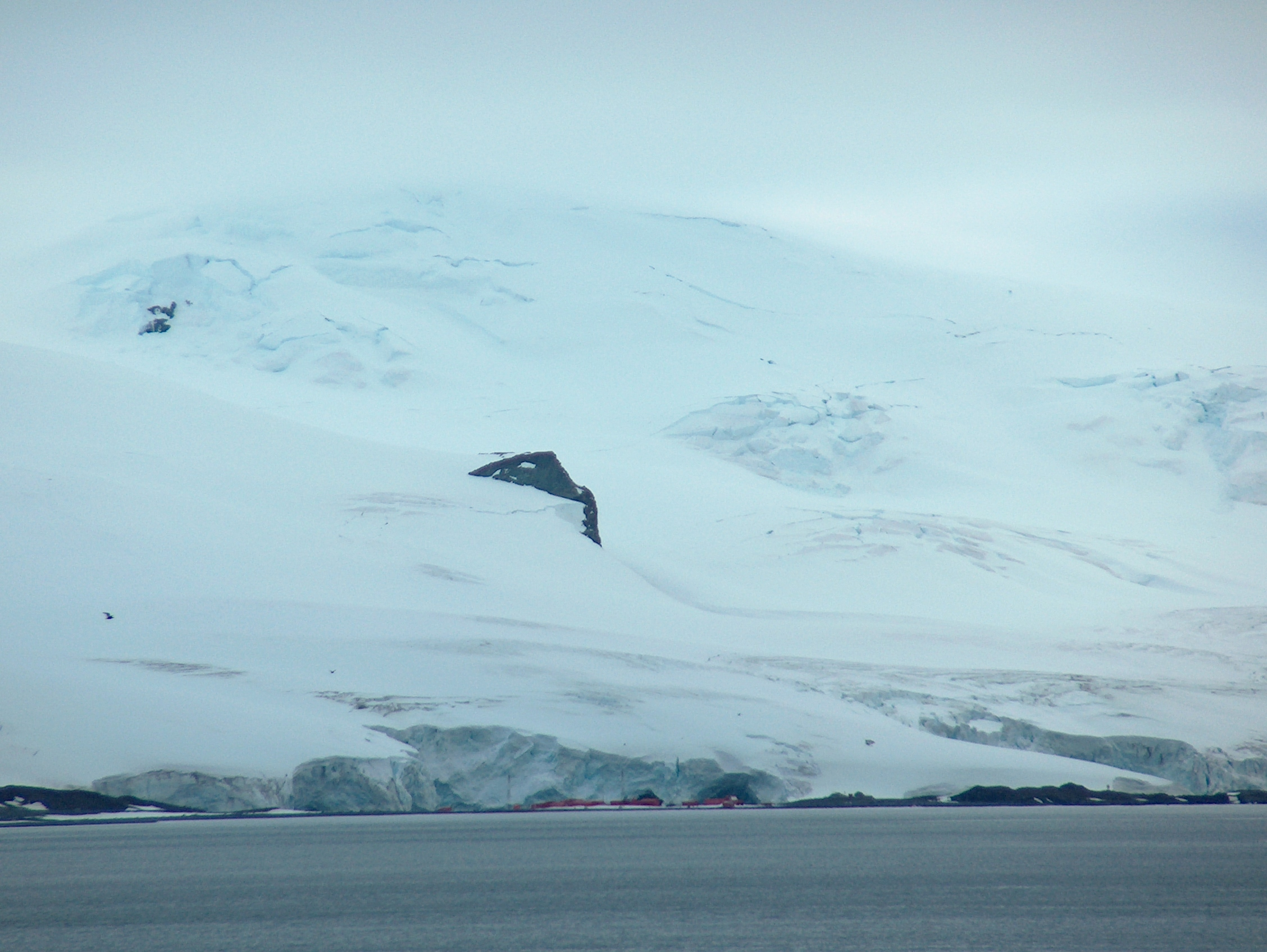

空軍冰川是南極洲的冰川，位於南設得蘭群島的格林尼治島，流經布雷茲尼克高地西北坡，最終注入發現號灣，以智利空軍命名。
62°30′25″S 59°39′40″W / 62.50694°S 59.66111°W

## 外部連結
- SCAR Composite Antarctic Gazetteer（页面存档备份，存于）.